# Zorge
Zorge est une localité de la commune de Walkenried, appartenant à l'arrondissement de Göttingen, situé dans le land de Basse-Saxe, Allemagne.

## Géographie
Zorge est une station climatique qui se situe dans le sud du Harz, au sein du parc naturel. C'est un village-rue qui longe le cours de la Zorge sur 3 km. Entouré de forêts, il est dominé à l'ouest par le Großer Staufenberg (554 m) et le Hoheharz (584 m) et à l'est par le Jagdkopf (603,1 m) et l'Eichenberg (495,1 m). A l'est et au sud-est, Zorge est limitrophe de la Thuringe.
| Harz  | Harz       | Hohegeiß |
| Wieda | Zorge      | Ellrich  |
| Harz  | Walkenried | Harz     |

La berzélianite, la clausthalite, la crookesite, la naumannite, la stibiopalladinite, la tiemannite et l'umangite sont parmi les minéraux découverts dans la fosse Brummerjahn.

## Histoire
Zorge est mentionné pour la première fois en 1249, lorsque les moines de l'abbaye de Walkenried y construisent une fonderie ; ayant reçu ce privilège de l'empereur Henri VI du Saint-Empire. Les minerais de cuivre et de métaux de transition proviennent alors du Rammelsberg. La première fonderie à haut fourneau est construite en 1540. De l'hématite est découverte en 1571. L'extraction se fait en partie à ciel ouvert. Entre 1819 et 1822, l'usine sidérurgique Fürstlich Braunschweigische Hüttenwerke coule l'obélisque de la place Löwenwall de Brunswick. À partir de 1824, l'éditeur Eduard Vieweg, détenteur d'une licence américaine Columbia, fait fabriquer des presses typographiques. De 1836 à 1879, l'usine d'état Staatliche Maschinenfabrik in Zorge fabrique des locomotives et des wagons qui seront mis en service sur la première voie ferrée à vocation industrielle du pays reliant la mine de Braunesumpfe aux hauts fourneaux de Blankenburg . Jusqu'en 1899 Zorge est un relais de la poste à cheval sur la route de Brunswick à Blankenburg. En 1896 le dernier haut fourneau s'éteint et la dernière usine ferme en 1916. Une ligne de chemin de fer d'intérêt local, longue de 7,5 km, est ouverte en 1907 en direction d'Ellrich en Thuringe permettant d'expédier le minerai. En 1945, à la suite de la partition du pays, la ligne est fermée. Au contraire, la fabrique de tracteur Normag quitte Nordhausen pour s'installer dans un premier temps à Zorge. Les années 1920 voient le début de la vocation touristique de la station.
Zorge, dépendant du Duché de Brunswick-Lunebourg depuis 1593, est donné en nantissement de 1673 à 1693 au Duché de Saxe-Gotha.
En 1918 Zorge fait partie de l'État libre de Brunswick puis intègre l'arrondissement de Blankenburg en Basse-Saxe en 1946.
En juillet 1972 la commune de Zorge est incorporée à l'arrondissement d'Osterode am Harz puis fusionne avec celle de Walkenried le 1er novembre 2016.

Localisation de Zorge dans l'arrondissement d'Osterode am Harz

## Transport
La localité est desservie par la ligne de bus 470 (Bad Sachsa – Walkenried – Zorge – Hohegeiß – Braunlage).

## Attractions
- Écomusée Heimatmuseum Zorge
- Clocher-tour
- Sentiers de randonnée Harzer Grenzweg et Harzer Baudensteig
- Cascade du Steinbach en dessous de l'étang neuer Teich
- Fabrique de spiritueux

## Personnalité liée à la commune
- Carl Friedrich Alexander Hartmann (1796–1863), minéralogiste et métallurgiste, assistant de Christian Samuel Weiss et traducteur de Charles Lyell.
- Albrecht von Groddeck (1837-1887), géologue

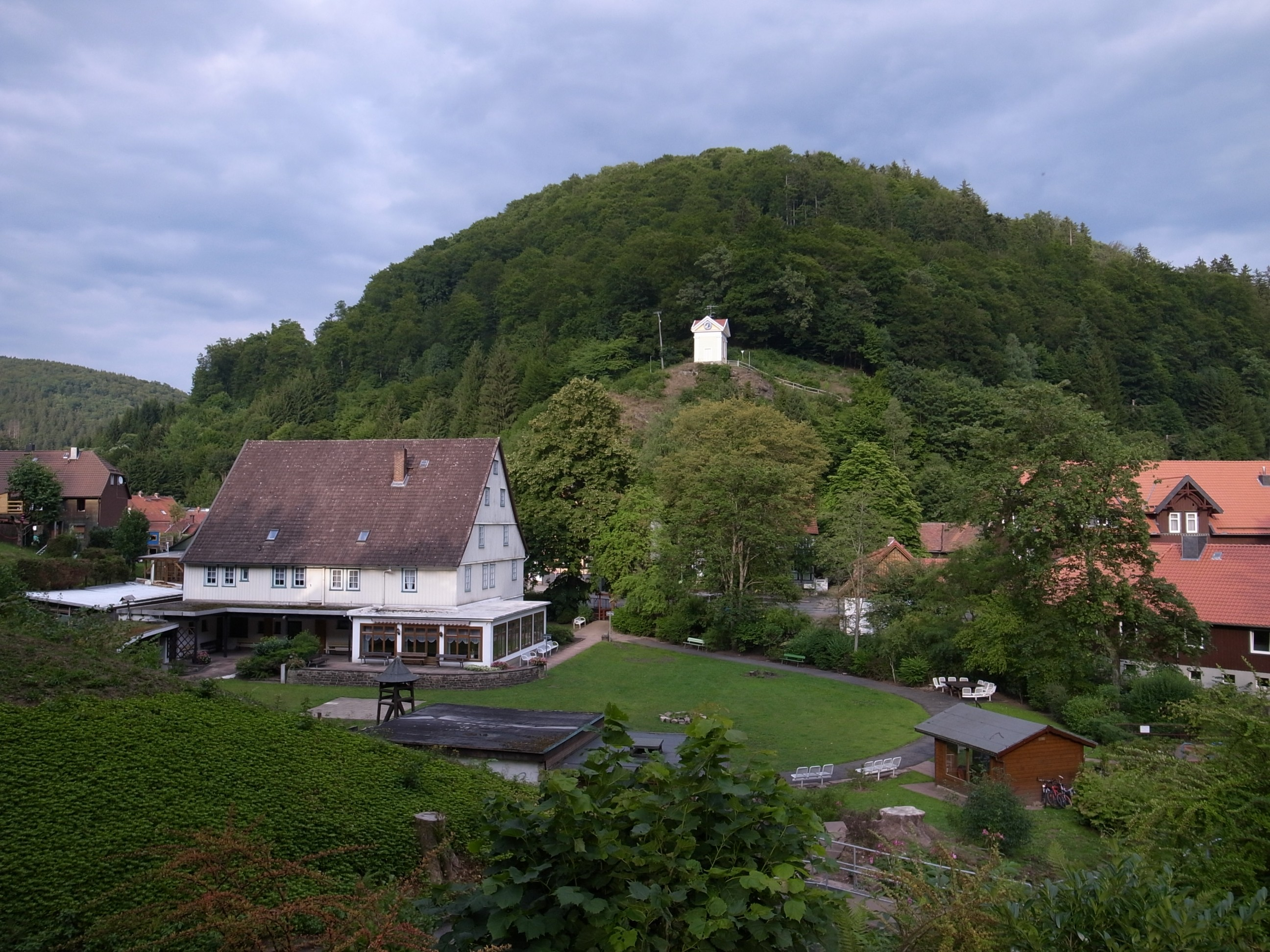
Musée et clocher-tour
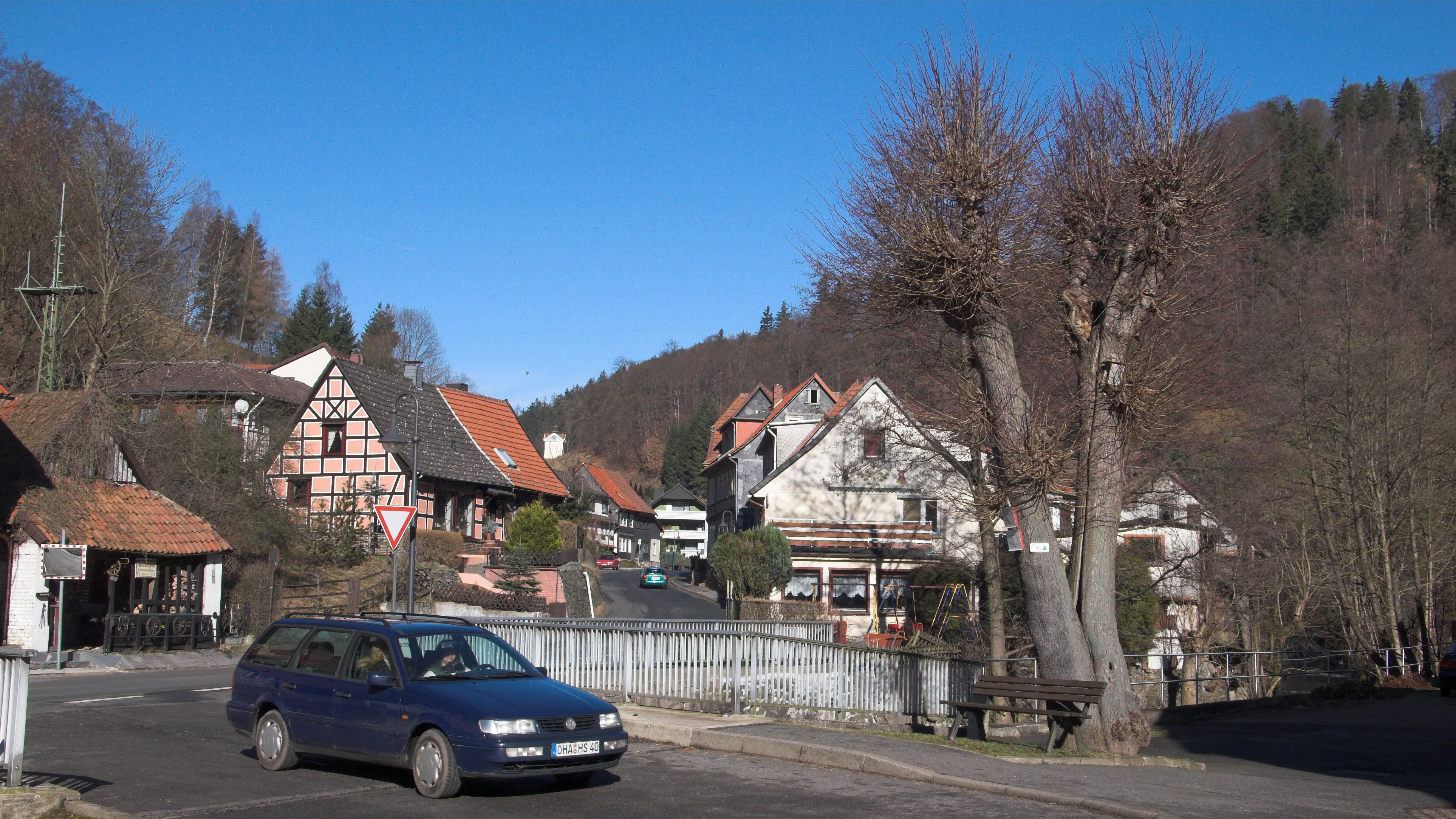
Centre
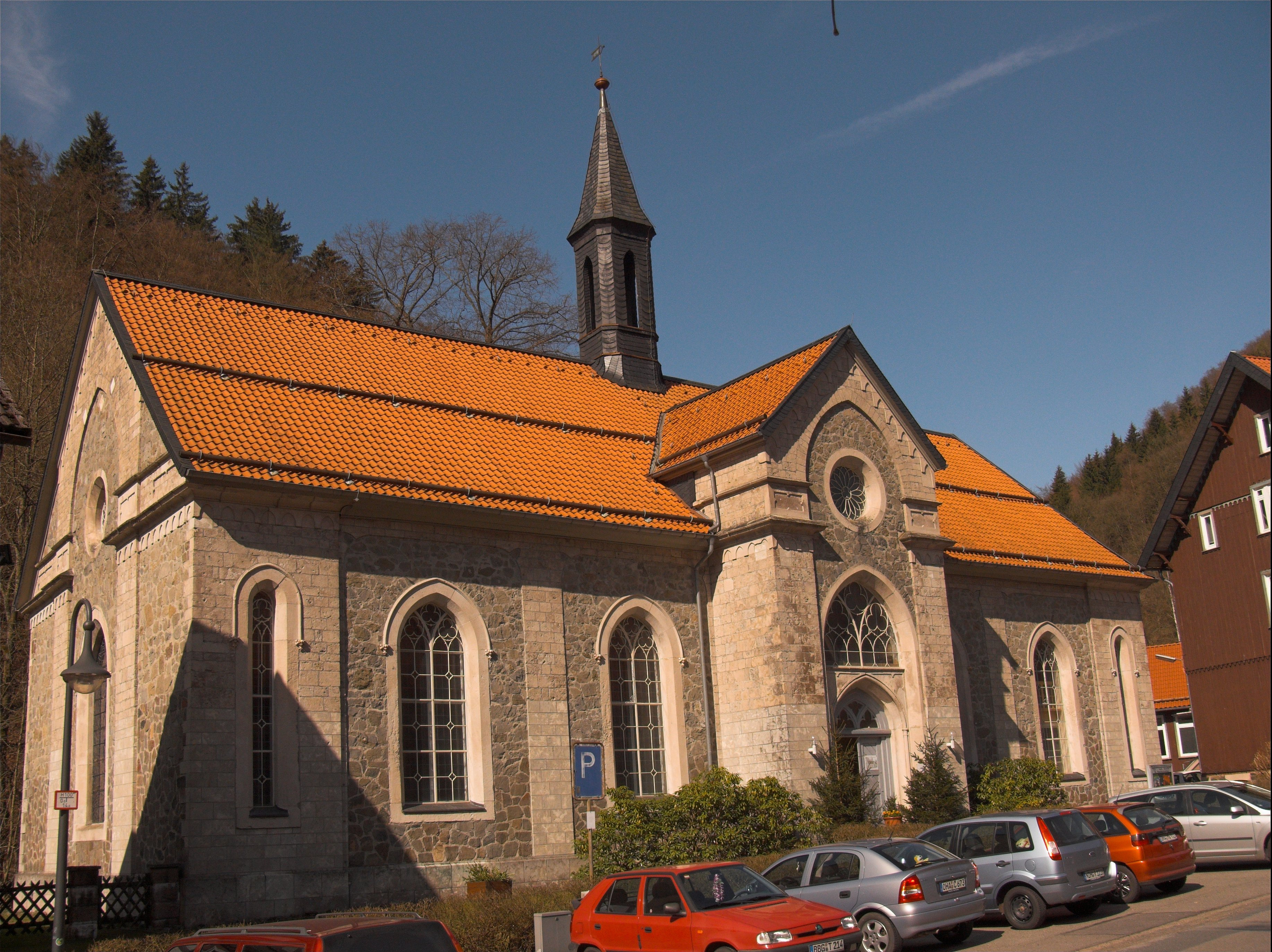
Eglise évangélique St.-Bartholomäus
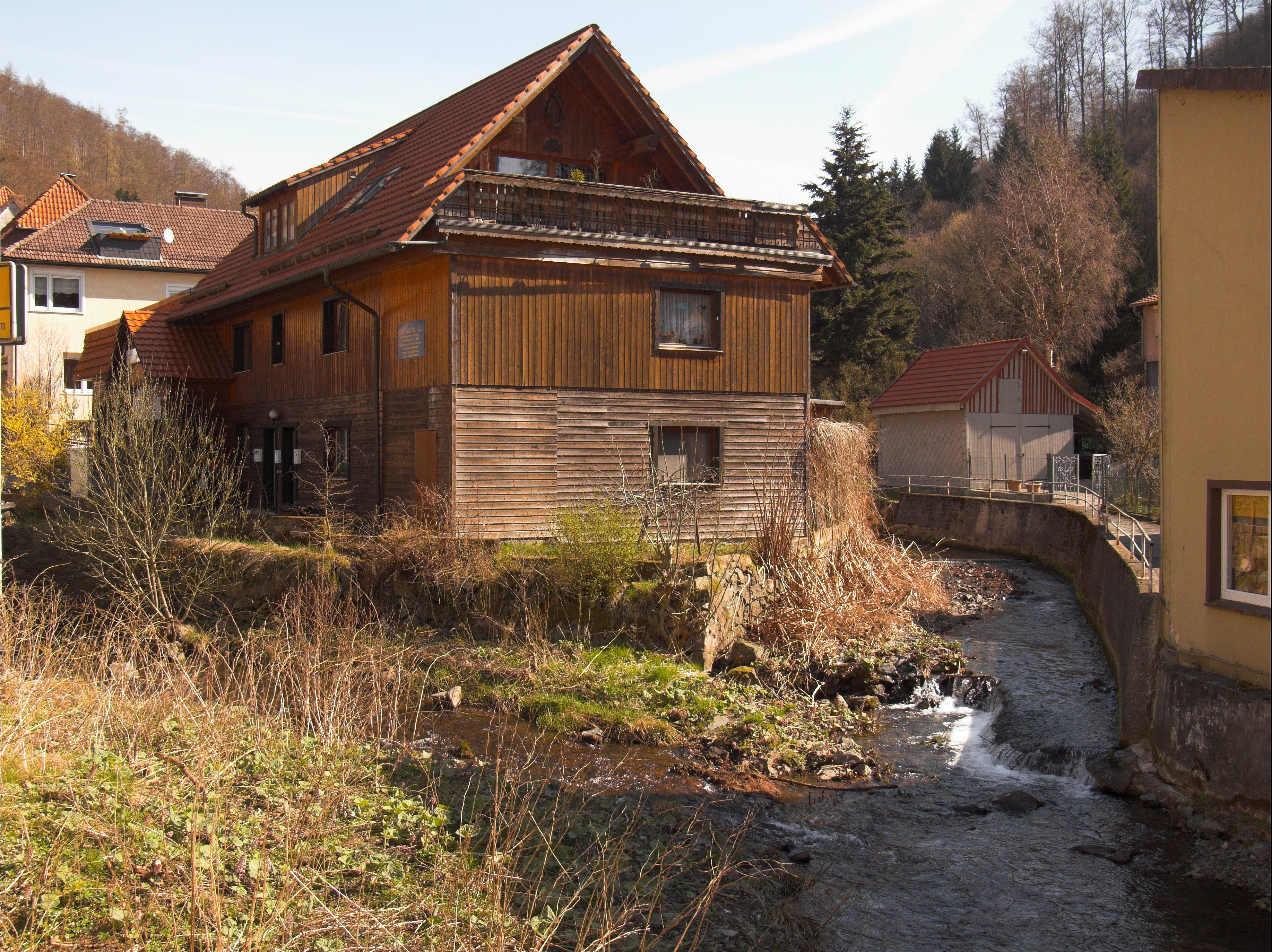
Confluence du Sprakelbach (à gauche) et du Wolfsbach (à droite) formant la Zorge
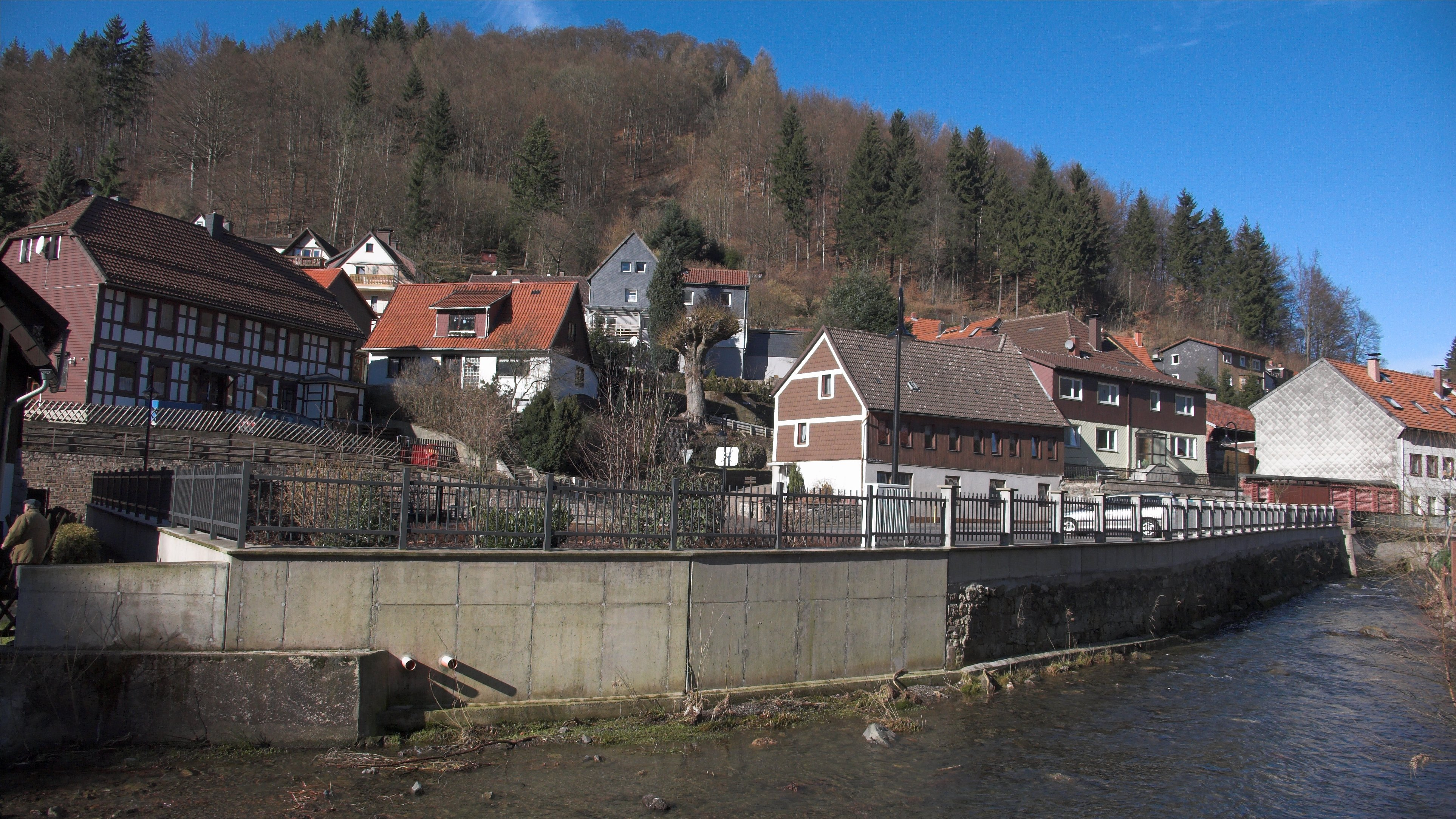
La rivière Zorge
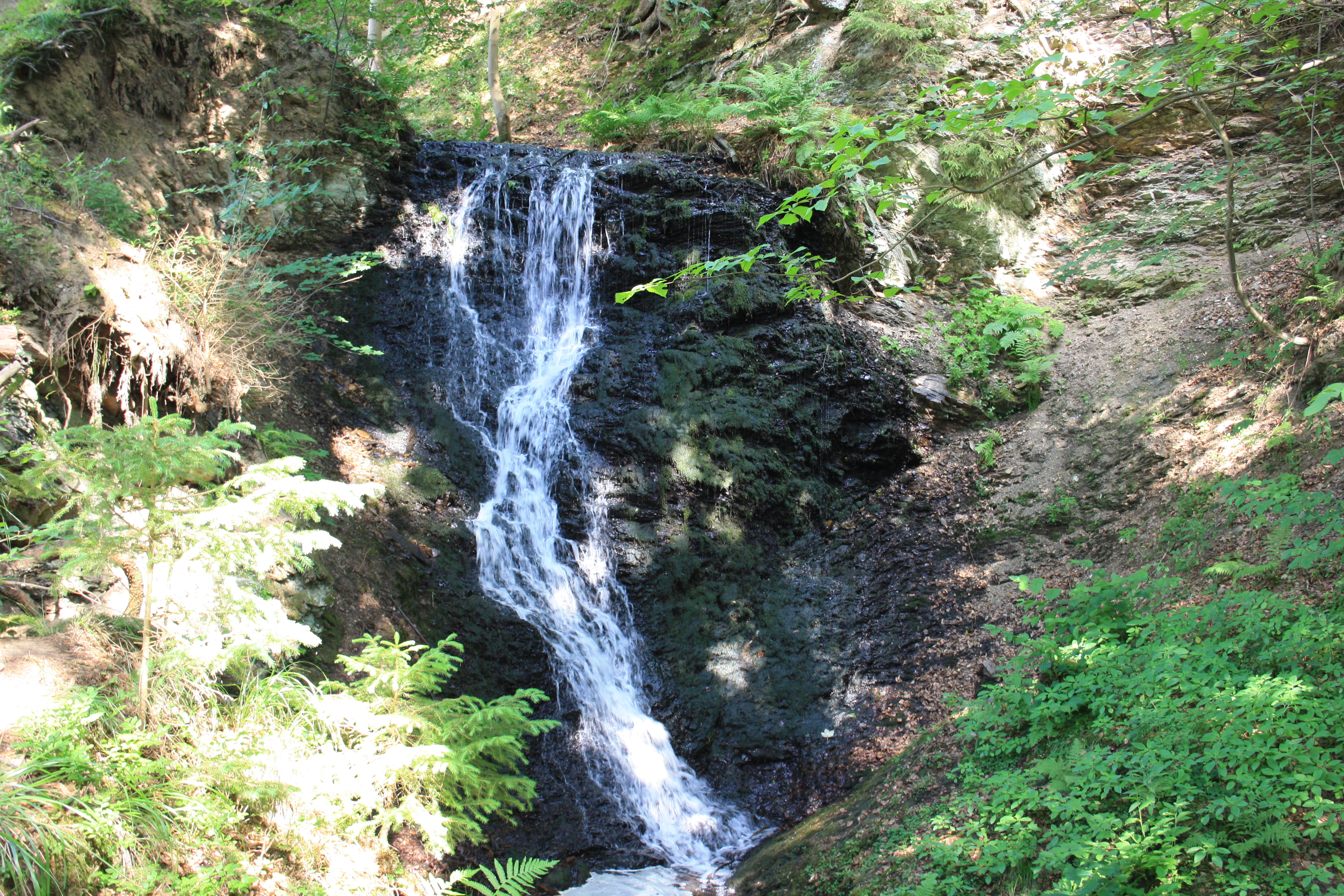
Cascade du Steinbach
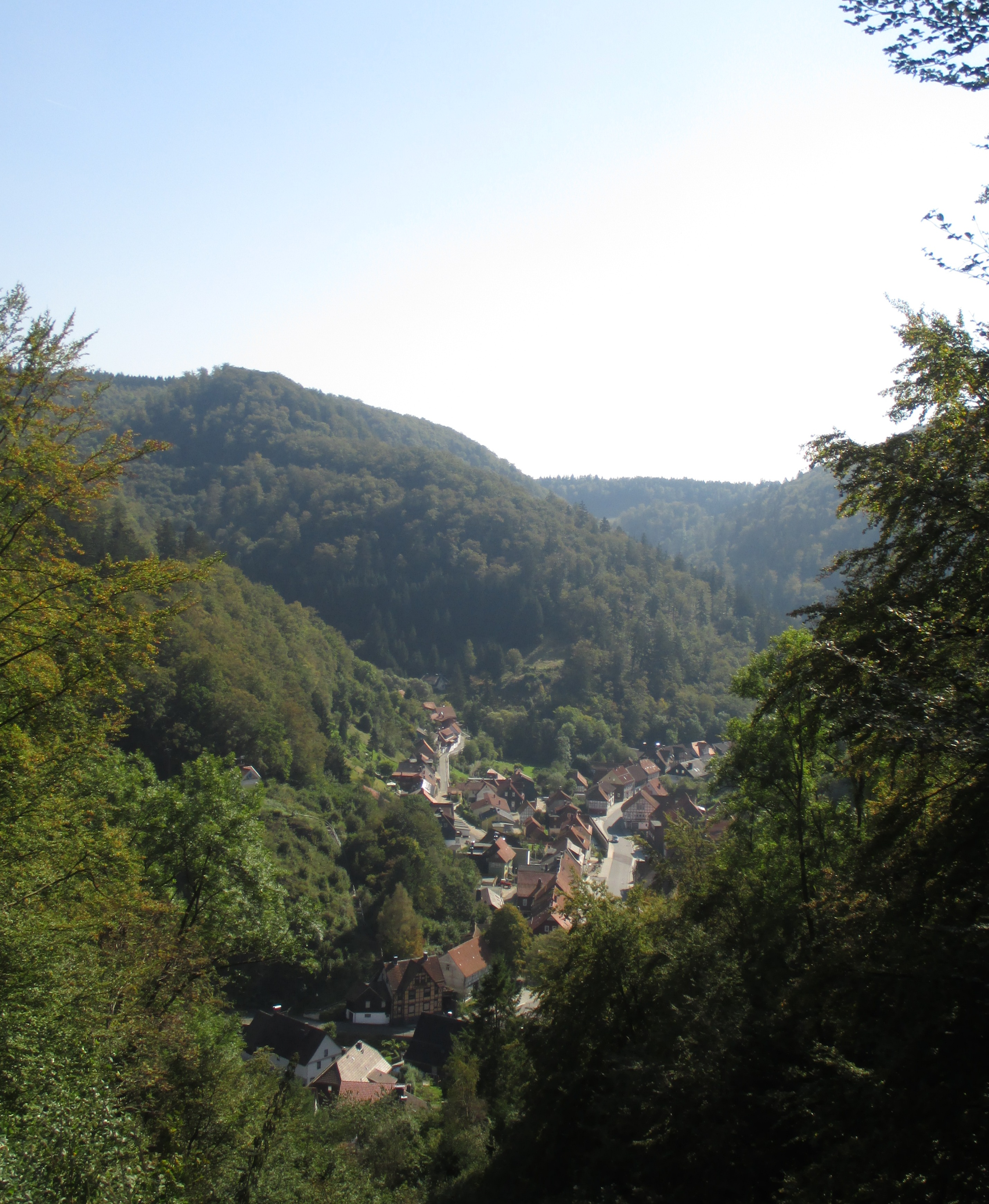
Zorge depuis le point de vue duaPferdchen
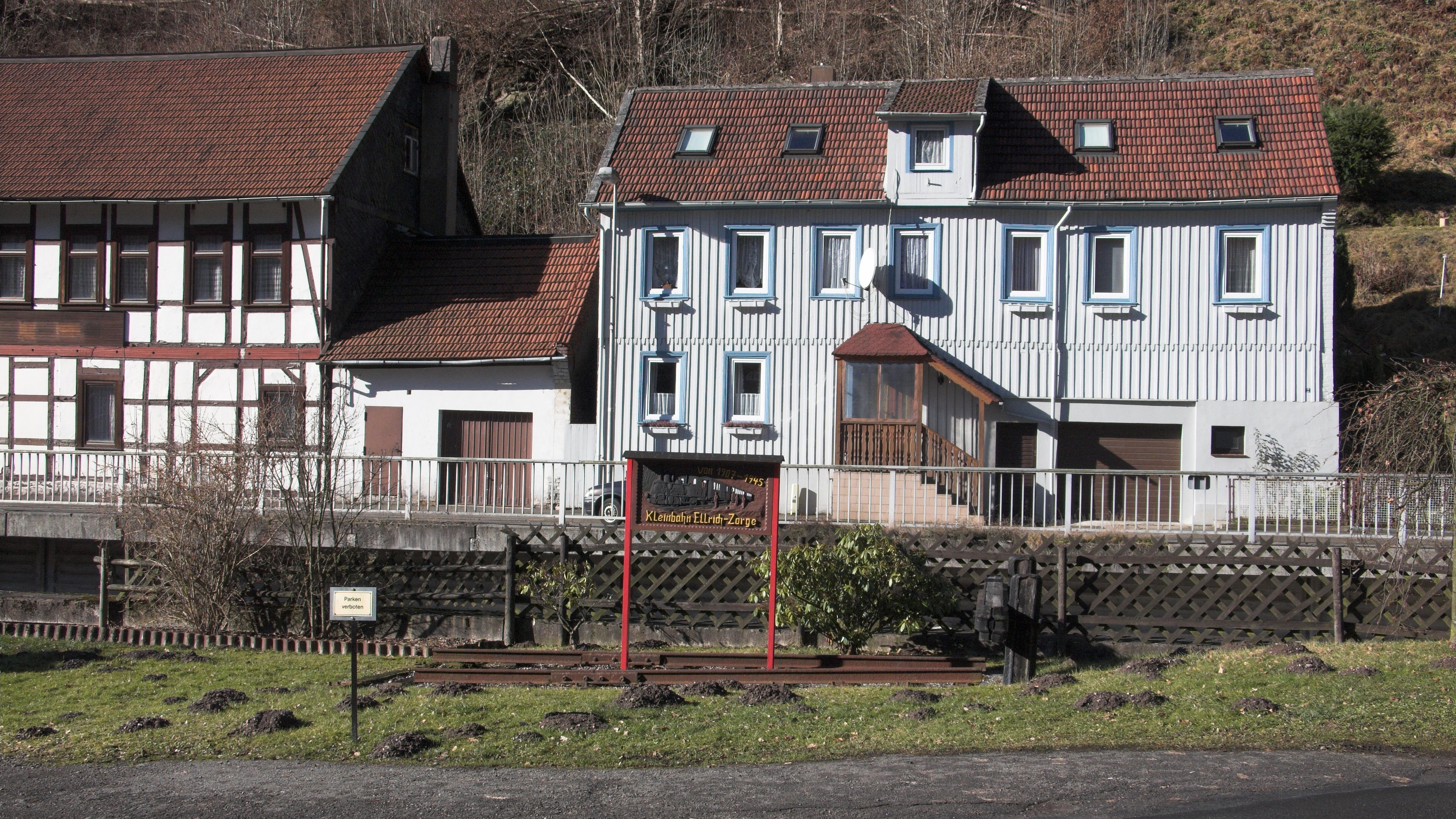
Monument du petit train